# Dryotriorchis spectabilis
La culebrera congoleña o águila culebrera del Congo (Dryotriorchis spectabilis) es una especie de ave de presa de la familia Accipitridae, y colocada en el género monotípico Dryotriorchis. Es nativa de la selva tropical africana, su área de distribución se extiende desde Sierra Leona hasta Angola y a la República Democrática del Congo. Se especializa en la caza en los oscuros sotobosques de las selvas húmedas guineanas. Tiene dos subespecies, la subespecie nominal Dryotriorchis spectabilis spectabilis y Dryotriorchis spectabilis batesi. Aunque monotípico, parece estar estrechamente relacionado con el género Circaetus.
Es un ave de tamaño mediano con las alas cortas y la cola larga redondeadas. Es de distintas tonalidades de marrones en su parte posterior y presenta una ligera cresta. Tiene el pecho de color blanco, con cantidades variables de un rojizo lavado y, en la subespecie nominal, está cubierto de manchas negruzcas redondas. La subespecie D. s. batesi sólo tiene estos puntos en sus flancos. Se asemeja mucho al águila azor del Congo (Aquila africana), y algunos ornitólogos creen que esta semejanza es un raro ejemplo de mimetismo aviar. Es una rapaz muy vocal, y con frecuencia es una de las especies más escuchadas en su hábitat.
Se alimenta de serpientes, camaleones y sapos, que caza al acecho desde una percha en el sotobosque. Su excelente vista le permite cazar en los bosques oscuros. Se sabe muy poco acerca de sus hábitos de cría, aunque se sospecha que se reproduce de junio a diciembre. Está catalogada como una especie de preocupación menor, debido a su amplia gama y población.

## Taxonomía
La culebrera congoleña fue descrita por primera vez en 1863 por Hermann Schlegel como Astur spectabilis de un espécimen recolectado cerca de Elmina, Ghana. Schlegel publicó su descripción en Nederlandsch Tijdschrift voor De Dierkunde y colocó esta especie dentro de Accipiter. En 1874 George Ernest Shelley, que tenía acceso a más especímenes, se dio cuenta de que esta ave no era un azor y trasladó la especie a su propio género monotípico, Dryotriorchis. Dryotriorchis es un género distinto, debido a sus alas cortas, cola larga, cresta corta y las fosas nasales ovaladas. La palabra Dryo- proviene del griego para "roble" y  triorchis es una latinización (Plinio el Viejo) del griego triórkhēs (τριόρχης), que Aristóteles y Teofrasto utilizaron para un tipo de halcón, posiblemente, ratonero común. La palabra griega significa "que tienen tres testículos". Este bit erróneo de la anatomía ha sido conectado con la facilidad de confundir la glándula suprarrenal de un pájaro con un testículo.

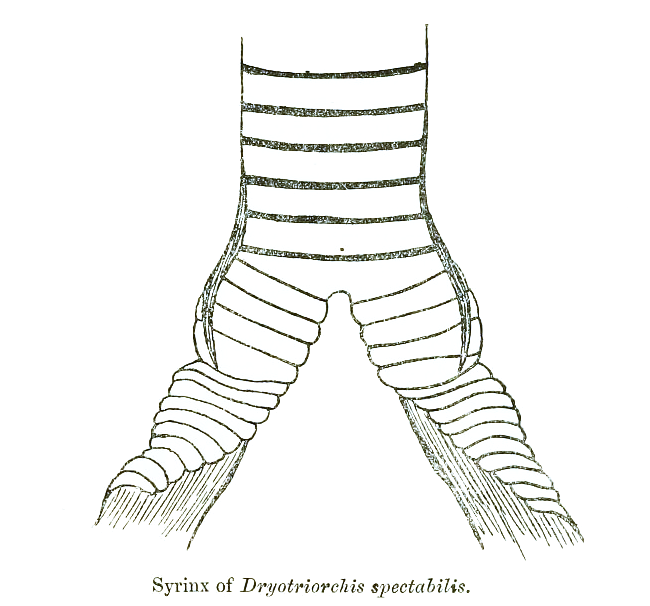
Morfología de la siringe

  Se cree que el género está más estrechamente relacionado con Circaetus que a Terathopius, y es, posiblemente, un vínculo entre estos y el género asiático Spilornis. La morfología de la siringe es claramente igual que las de los gavilanes  de Accipiter pero muestra similitudes con las características encontradas en Nisaetus. Se conocen dos subespecies: la subespecie nominal Dryotriorchis spectabilis spectabilis y D. s. batesi. D. s. batesi fue descrito originalmente como una especie separada, Dryotriorchis batesi, por Richard Bowdler Sharpe en 1904 debido a su pecho sin manchas. Sharpe nombró la subespecie en honor a G. L. Bates, quien le envió especímenes desde Camerún.
El águila culebrera del Congo es superficialmente similar en plumaje y tamaño al águila azor del Congo (Aquila africana), que tiene una distribución superpuesta con la del águila culebrera. Se ha sugerido que el águila culebrera del Congo evolucionó para imitar al águila azor congoleña, que podría dar a la primera varias ventajas, incluyendo la habilidad de posiblemente engañar a sus presas a no huir, reducir su propia depredación, y/o minimizar el acoso por otras aves por su parecido con un depredador de aves. D. s. spectabilis se asemeja más a las aves inmaduras del águila azor del Congo, mientras que D. s. batesi se asemeja a la de un adulto. Este es uno de los pocos ejemplos sospechosos de mimetismo aviar.

## Descripción

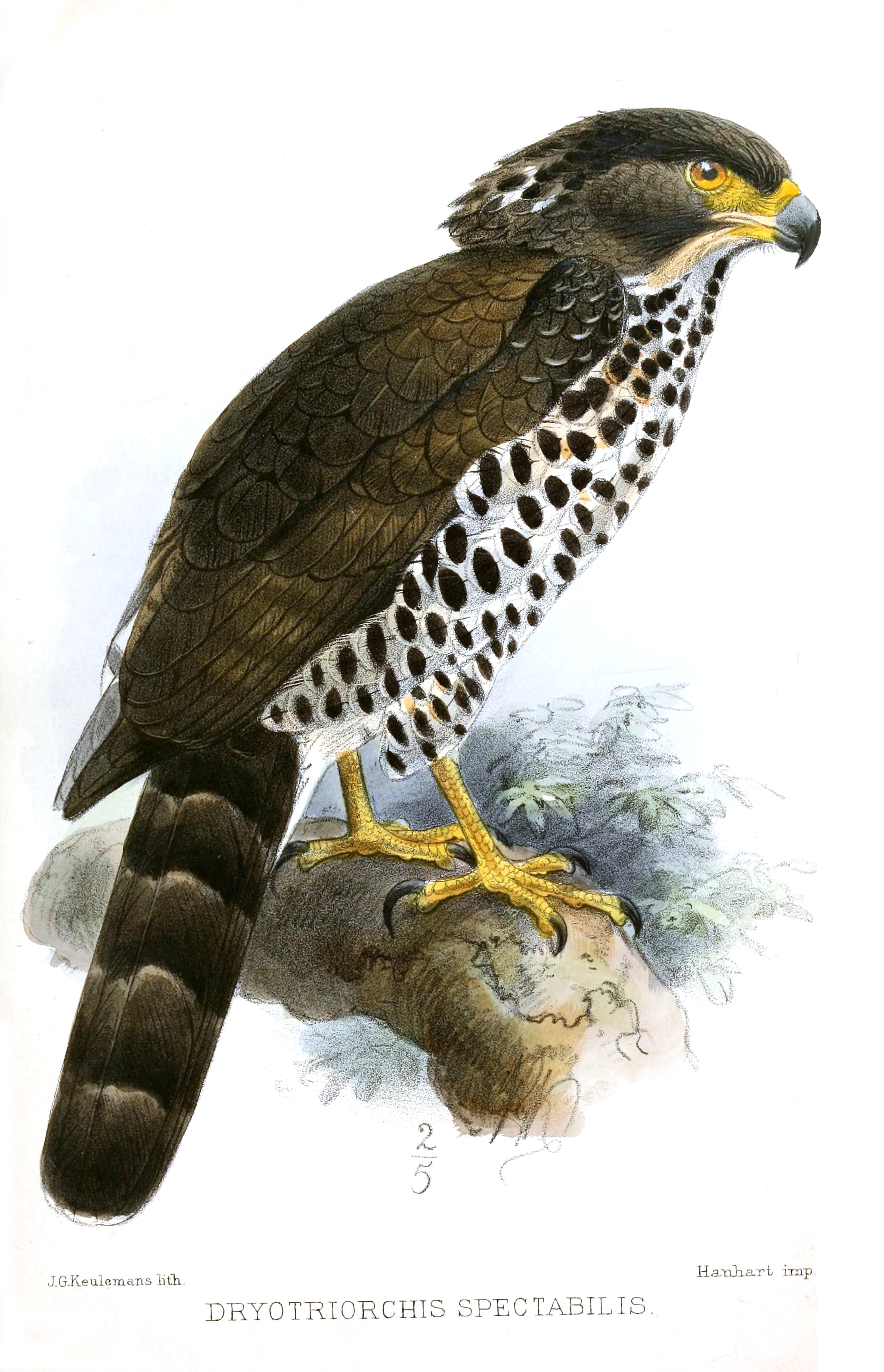
Ilustración de un adulto de la subespecie nominal por John Gerrard Keulemans

Es un ave de tamaño medio, con alas cortas y redondeadas y una cola larga y redondeada. Mide entre 54 y 60 centímetros de longitud, la cola mide de 24,5 a 26,8 centímetros de largo. La envergadura es de 94 a 106 centímetros de lado a lado. Los adultos de la subespecie nominal, Dryotriorchis spectabilis spectabilis, tiene una corona y parte superior del cuello de marrón negruzco, mientras los lados del cuello y un amplio collar son de un marrón rojizo oscuro. Las plumas en la parte superior de la cabeza son ligeramente puntiagudas, dando a esta especie una ligera cresta. Las partes superiores restantes son de un marrón chocolate oscuro. Las mejillas son de color marrón, mientras que la garganta es blanca con rayas de color ante. Los ojos son grandes y de color marrón oscuro o grises en las hembras y amarillos en los machos, mientras que el pico es corto y grueso, con una raya central negra. Las partes inferiores del ave son de color blanco con cantidades variables de manchas rojizas y negruzcas. Tiene los muslos barrados de marrón sepia y blanco y las subcaudales blancas. La parte inferior de las alas es en gran parte blanca con algunas manchas negras y coloración marrón. La cola es de color marrón claro, con cinco a seis barras anchas negras. Las patas son de color amarillo con garras cortas y afiladas. Ambos sexos son similares en apariencia, aunque las hembras son alrededor de tres por ciento más grandes que los macho en promedios. Los ejemplares inmaduros tienen una corona y capa blanca, con manchas marrones o negras redondeadas en la parte superior que se desvanecen con la edad. Las alas y la cola son de color marrón grisáceo más pálidos que la de los adultos y barras más oscuras.

## Distribución y hábitat
Se distribuye en el sur de Sierra Leona, el sur de Guinea, el sur de Costa de Marfil, el sur de Ghana y Liberia. También está presente en el sur de Nigeria, la República Centroafricana, Camerún, Guinea Ecuatorial, el norte y este de la República Democrática del Congo, Gabón, el norte de la República del Congo y Uganda, con una población aislada en el norte de Angola. D. s. spectabilis es nativo de la selva guineana occidental, desde Liberia hasta el norte de Camerún, mientras que D. s. batesi se halla en la selva guineana oriental desde el sur de Camerún a través de Gabón y el oeste de Uganda. Su área de distribución abarca 2 880 000 kilómetros cuadrados. La especie vive en el sotobosque de densos bosques primarios, por debajo de 900 metros de altura. Como está adaptado para bosques densos, no se adapta bien a los bosques secundarios y plantaciones. No migra durante el invierno, aunque se desconoce si es localmente nómada.

## Relación con el hombre
Actualmente, la población de esta especie está disminuyendo debido a la deforestación. Sin embargo, está clasificado como especie de preocupación menor, debido a su gran población de más de 10 000 adultos y amplia distribución de 2 880 000 kilómetros cuadrados. Esta especie ha sido mantenido como animal de compañía y en la década de 1970 estaba disponible en algunas tiendas de animales. También ha sido representada en los sellos postales de la República Democrática del Congo y Tanzania.